# Cyborg 2
Cyborg 2 (Cyborg 2: La sombra de cristal en España y Cyborg 2: Perfección humana en Argentina) (1993) es una película de acción de ciencia ficción dirigida por Michael Schroeder. Se trata de una secuela de la película Cyborg (1989), aunque parte del metraje de la original se utiliza en una secuencia del sueño. Es notable por ser la primera película en que aparece Angelina Jolie en un papel protagonista y es la segunda de su filmografía. Fue seguida por la película directamente para vídeo Cyborg 3: The Recycler (1994).

## Argumento
En el año 2074, el mercado de la cibernética está dominado por dos empresas rivales: Pinwheel (EE. UU.) de Robótica, y Electrónica de Japón Kobayashi. Los cyborgs son comunes, utilizados tanto en el marco de los soldados en el campo de batalla, como las prostitutas en las calles.
Casella Reese (Angelina Jolie) es un cyborg de primera línea desarrollada para espionaje corporativo y el asesinato y se llena de una especie de explosivo líquido llamado Shadow cristal. Hay planes para usarla para matar a todo el Consejo de Administración de Kobayashi.
Casella está programado para imitar los sentidos humanos y emociones como el miedo, el amor, el dolor y el odio. Guiados por el prototipo renegado cyborg Mercy (Jack Palance), que pueden comunicarse a través de cualquier pantalla de televisión y el entrenador Colton Ricks (Elias Koteas) escapar de las instalaciones del Molinete para que pueda evitar su destino de la autodestrucción, que se enfrenta la mayoría de las empresas cyborgs de espionaje, y son implacablemente perseguidos por Molinillo asesino a sueldo, maestro Daniel Bench (Billy Drago).
Esta cinta fue un fracaso total en taquilla, pese a que en el mercado del video tuvo una buena acogida, por el impacto que causó la precuela de Jean-Claude Van Damme, además que fue el lanzamiento estelar de Jolie como actriz.

## Reparto
- Elias Koteas – Colton “Colt” Ricks
- Angelina Jolie – Casella “Cash” Reese
- Jack Palance – Mercy
- Billy Drago – Danny Bench
- Karen Sheperd – Chen
- Allen Garfield – Martin Dunn
- Ric Young – Bobby Lin
- Renee Griffin - Dreena
- Sven-Ole Thorsen - Doorman
- Tracey Walter - Wild Card
- Elizabeth Sung - Palmist
- Jean-Claude Van Damme - Gibson Rickenbacker (flashback)

## Recepción
Como era la primera vez que Angelina Jolie asumía un papel protagonista, el filme tuvo luego un enorme impacto en su distribución en vídeo después de que Jolie se volviera famosa.